# يواكيم أمير بلجيكا، أرشيدوق النمسا وإستي
يواكيم أمير بلجيكا، أرشيدوق النمسا وإستي (9 ديسمبر 1991) هو أصغر أبناء لورينز أمير بلجيكا، دوق النمسا واستي.